# Кекур (Нижнеентальский сельсовет)
Кекур — деревня в Кичменгско-Городецком районе Вологодской области.
Входит в состав Енангского сельского поселения, с точки зрения административно-территориального деления — в Нижнеентальский сельсовет.
Расстояние до районного центра Кичменгского Городка по автодороге составляет 67,5 км, до центра муниципального образования Нижнего Енангска по прямой — 16 км. Ближайшие населённые пункты — Большое Раменье, Малое Раменье, Огрызково, Матино, Заборье, Подол, Гарь, Палутино.
Население по данным переписи 2002 года — 7 человек.